# Аллазов, Чингиз Аязович
Чинги́з Ая́з оглы́ Алла́зов (бел. Чынгіз Аяз оглы Аллазаў, азерб. Çingiz Ayaz oğlu Allazov) — белорусский боец тайского бокса и К-1 азербайджанского происхождения,17-кратный чемпион мира среди любителей и профессионалов.

## Спортивная карьера

### Ранние годы
Чингиз Аллазов родился в селе Джандари Гардабанского района Грузии. Его отец занимался бизнесом, мама была домохозяйкой. Когда Чингизу было девять месяцев, его семья переехала в Минск, где и живёт по сегодняшний день. В возрасте 9 лет начал тренироваться в клубе «Чинук» у Александра Ковтика.

### Любительская карьера
В марте 2007 году победил на первенстве мира по тайскому боксу в весовой категории до 45 кг. В 2008 повторил это достижение (в категории до 54 кг). В 2008 и 2009 гг завоевывал золотые медали первенства Европы (в весе до 51 и 54 кг соответственно). В 2011 году стал чемпионом Европы по тайскому боксу в весе до 63,5 кг.
С 2010 года тренируется у Андрея Гридина.

### Профессиональная карьера
Первый профессиональный бой Чингиз провел в 2010 году в возрасте 16 лет в Словакии против местного спортсмена Якуба Сафарика в весовой категории 63 кг. Поединок закончился победой нокаутом на пятнадцатой секунде первого раунда.
Через год он стал победителем бойцовского шоу «Спрут» в Минске, одержав три победы за вечер, две из них — нокаутом. В том же году он провел в Словакии
в рамках турнира Fight Code бой против известного Рудольфа Дурицы и одержал победу решением судей. В следующем поединке он оказался сильнее турка Гувена Акиева, затем — венгра Габора Горбикса и француза Рауфа Белиоза.
В декабре 2012 года на бойцовском шоу «Мустанг» в своем поединке против австрийца Мартина Анвара Чингиз отправил соперника в нокаут на первых секундах боя.
Через две недели после этого боя он боксировал в Италии на турнире Thai Boxe Mania с турком Эрканом Варолом и одержал победу решением судей. Через два месяца он нокаутировал опытного тайца Бови Сор Удомсона на турнире Octagon-Fight Code.
В апреле 2013 года Чингиз провел бой против армянина Марата Григоряна в рамках турнира Glory 7 в Милане. В первом раунде белорус получил рассечение после запрещенного удара локтем, поединок был остановлен и признан несостоявшимся. Реванш между ними состоялся через восемь месяцев, в декабре 2013 года, на турнире Victory во Франции. Чингиз уступил Григоряну решением судей.
2014-й год Чингиз начал с поединка с тайцем Ситтичаем Ситсонгпинонгом на турнире Thai Boxe Mania в Турине, Италия. После трех раундов судьи не смогли выявить победителя и назначили экстрараунд, после которого победа разногласным решением досталась бойцу из Таиланда. В октябре он выиграл турнир-четверку, победив в полуфинале марокканца Валида Хаддада, а в финале — француза Абдалаха Мабела.
В марте 2015 года Чингиз принял участие в турнире-четверке Kunlun Fight в Китае. Два своих поединка он закончил победой решением судей.
В конце ноября 2015 года он одержал победу над французом Джиме Кулибали на турнире Victory 3 в Париже и завоевал пояс чемпиона мира по версии WAKO PRO.
В июне 2016 года он должен был боксировать с именитым Джорджио Петросяном за звание чемпиона мира по версии WAKO PRO на турнире в Монте-Карло, но за две недели до турнира итальянец снялся с боя из-за травмы шеи. Ему на замену вышел немец Энрико Кель, которого Чингиз нокаутировал в пятом раунде.
25 марта 2017 года во Франции Чингиз боксировал с марокканцем Мохамедом Хендоуфом на турнире Victory 3. Бой закончился победой белоруса единогласным решением судей. Уже через шесть дней он принял участие в четвертьфинальном поединке WLF-Yi Long Challenge, где его соперником был опытный таец Сайок. Чингиз одержал победу единогласным судейским решением.
Через два месяца, в июне 2017 года, Аллазова ждало очень серьёзное испытание — борьба в восьмерке за пояс чемпиона K-1 World GP. Первом поединке он досрочно победил японца Хироки Накадзиму, в полуфинале нокаутировал голландца Джордана Пике, а в финале оказался сильнее Ясухиро Кидо. Таким образом, Чингиз стал победителем турнира и первым бойцом с постсоветского пространства, сумевшим завоевать этот титул.
5 августа 2017 года Аллазов вышел на полуфинальный поединок турнира WLF-Yi Long Challenge в Китае. Его соперником был россиянин Джабар Аскеров. Несмотря на серьёзную травму правой руки, Чингиз закончил этот бой в свою пользу единогласным решением судей. Вернувшись в Минск, он сразу сделал операцию на травмированной кисти, чтобы успеть восстановиться к финальному поединку. Но выздоровление продлилось больше запланированного времени, и Чингизу пришлось отказаться от участия в поединке.
Аллазов вернулся в ринг в ноябре — ему предстояло защищать пояс чемпиона мира по версии NDC в бою против суринамца Седрика Манхуфа. Поединок проходил по формуле «5х3». В середине второго раунда Чингиз пропустил сильный удар и оказался в нокдауне, но по итогу всего поединка выиграл бой единогласным решением судей.
Первым соперником для белорусского бойца в 2018 году был таец Судсакорн Сор Клинми. Они встретились в главном поединке турнира Thai Box Mania 2018 в итальянском Турине. Бой продлился все три раунда и закончился победой Чингиза единогласным решением судей.
В конце марта Аллазову предстояло защищать титул чемпиона К-1 World GP в поединке против опытнейшего японца Хината Ватанабэ. В начале второго раунда Чингиз отправил соперника в нокаут.
В июле на турнире Bellator Kickboxing 10 состоялся один из самых ожидаемых поединок года в кикбоксинге: Чингиз Аллазов боксировал с итальянцем Джорджио Петросяном. Бой проходил за вакантный титул чемпиона организации в весовой категории до 70 кг. Начало поединка осталось за Чингизом, но в конце второго раунда Петросян смог послать белорусского бойца в нокдаун, чем переломил ход боя. Итальянец также забрал три оставшихся раунда. В итоге победа досталась ему единогласным решением судей.
После этого поражения Аллазов вернулся в ринг в ноябре. На турнире Nuit Des Champions он в третий раз защищал пояс действующего чемпиона. Его соперником стал бельгиец марокканского происхождения Мохамед Хендоуф. Поединок продлился все 5 раундов и завершился победой белорусского бойца.
В апреле 2021 года после двухлетнего перерыва Чингиз вернулся в ринг, дебютировав на престижном турнире One Championship в Сингапуре. Его соперником был уже знакомый ему Энрико Кель из Германии. Поединок продлился все три раунда и завершился победой Келя раздельным решением. Это поражение стало для Аллазова четвёртым за профессиональную карьеру.
В конце 2021 года промоутеры One Championship организовали турнир-восьмерку, победителю которого вручался пояс организации и титул чемпиона мира. В сетку турнира были приглашены лучшие бойцы мира в весе до 70 кг. Помимо Чингиза там оказались: Давит Кирия, Ситтичай, Марат Григорян, Тайфун Озган, Энрико Кель, Сами Сана и Энди Сауэр. Стадия 1/4 проходила в октябре и первым соперником Чингиз стал француз Сами Сана. Аллазову понадобилось всего 39 секунд, чтобы отправить соперника в нокаут и выйти в полуфинал.
Полуфинал был назначен на 28 января и его соперником должен был стать Марат Григорян, но за неделю до боя он сдал положительный тест на Covid-19 и был вынужден отказаться от участия. Его заменил таец Джо Наттавут, который числился резервным бойцом. Чингиз оформил досрочную победу уже в первом раунде и обеспечил себе выход в финал турнира, где его ждал ещё один представитель Таиланда Ситтичай Ситсонгпинонг.
Финал состоялся 26 марта. Поединок между Аллазовым и Ситтичаем продлился все три раунда и завершился победой Чингиза единогласным решением судей. Таким образом белорусский боец стал чемпионом турнира-восьмерки и обладателем пояса организации.
Поединок за звание чемпиона мира по версии One Championship между Чингизом и действующим победителем тайцем Супербоном был назначен на сентябрь, но из-за травм обоих бойцов дважды переносился. Они встретились только в январе 2023 года на турнире ONE Fight Night 6 в Таиланде. Аллазов начал прессинговать соперника с первых секунд и уверенно забрал первый раунд. Во втором раунде его преимущество стало подавляющим: сначала он оформил два нокдауна, а затем закончил бой, отправив соперника в нокаут. Чингиз стал вторым (наряду с Романом Крыклей бойцом клуба Gridin Gym и воспитанником Андрея Гридина, завоевавшим пояс One Championship.
В августе 2023 года в Бангкоке прошёл вечер боев по кикбоксингу организации One Championship. Главным поединком был бой между азербайджанским бойцом Чингизом Аллазовым, представляющим на международной арене Азербайджан и Беларусь, и армянином Маратом Григоряном. Аллазов, являющийся действующим чемпионом в лёгком весе, одержал победу решением судей.

## Титулы и достижения

### Любительский спорт
- 2007 Первенство мира «WMF»  45 кг
- 2008 Первенство Европы «IFMA»  51 кг
- 2008 Первенство мира «IFMA»  54 кг
- 2009 Первенство Европы «IFMA»  54 кг
- 2011 Чемпионат Европы «IFMA»  63,5 кг

### Профессиональный спорт
- 2014 победитель турнира A1 World Grand Prix, Франция, 70 кг
- 2015 победитель турнира A1 World Grand Prix, Франция, 70 кг
- 2015 чемпион мира по версии WAKO Pro World K-1 70 кг
- 2016 чемпион мира по версии NDC K-1 Rules, Франция, 70 кг
- 2016 чемпион мира по версии WAKO Pro World K-1, Монако, 70 кг
- 2017 чемпион мира по версии NDC K-1 Rules, Франция, 70 кг
- 2017 чемпион мира по версии K-1 World GP, Япония, 70 кг
- 2018 чемпион мира по версии NDC K-1 Rules, Франция, 70 кг
- 2018 чемпион мира по версии K-1 World GP, Япония, 70 кг
- 2022 победитель Гран-При One Championship, Сингапур, 70 кг
- 2023 чемпион мира по версии One Championship, Таиланд, 70 кг
- 2023 защитил пояс чемпиона мира по версии One Championship, Таиланд, 70 кг